# Marc Batchelor
Marc Batchelor (ur. 4 stycznia 1970 w Johannesburgu, zm. 15 lipca 2019 w Olivedale) – południowoafrykański piłkarz grający na pozycji napastnika.

## Kariera piłkarska
Marc Batchelor karierę piłkarską rozpoczął w juniorach Wanderers. Następnie reprezentował barwy juniorów Wanderers, Balfour Park, Berea Park oraz Defence.
Profejonalną karierę rozpoczął w 1990 roku w FC Dynamos, w którym grał do 1992 roku. Następnie w latach 1992–1994 reprezentował barwy Bidvest Wits, a w latach 1994–1996 był zawodnikiem Orlando Pirates, z którym odnosił największe sukcesy w karierze piłkarskiej: Mistrzostwo RPA (1994), 3. miejsce w National Soccer League (1995), Nedbank Cup (1996, MTN 8 (1996), BP Top Eight Cup (1996), Afrykańska Liga Mistrzów 1995 oraz Afrykański Super Puchar 1996.
W sezonie 1996/1997 reprezentował barwy SuperSport United, a w latach 1997–2000 reprezentował barwy Kaizer Chiefs, z którym dwukrotnie zdobył Wicemistrzostwo RPA (1998, 1999) oraz Telkom Knockout 1998. W sezonie 2000/2001 reprezentował barwy Mamelodi Sundowns, z którym zajął 3. miejsce w Premier Soccer League, a w 2001 roku przeszedł do Moroka Swallows, w którym w 2003 roku zakończył piłkarską karierę.

## Sukcesy
Orlando Pirates
- Mistrzostwo RPA: 1994
- 3. miejsce w National Soccer League: 1995
- Nedbank Cup: 1996
- MTN 8: 1996
- BP Top Eight Cup: 1996
- Afrykańska Liga Mistrzów: 1995
- Afrykański Super Puchar: 1996

Kaizer Chiefs
- Wicemistrzostwo RPA: 1998, 1999
- Telkom Knockout: 1998

Mamelodi Sundowns
- 3. miejsce w Premier Soccer League: 2001

## Po zakończeniu kariery
Marc Batchelor po zakończeniu kariery piłkarskiej pracował jako ekspert telewizyjny, jednak w 2007 roku po bójce w restauracji został zwolniony.
W 2014 roku był świadkiem w procesie Oscara Pistoriusa.

## Śmierć
Marc Batchelor został zamordowany 15 lipca 2019 roku w swoim domu na przedmieściach Johannesburga – Olivedale.